# Thymbra capitata
El tomillo andaluz (Thymbra capitata), también conocido como tomillo aceitunero, tomillo cabezudo o tomillo real, es una especie de la familia de las lamiáceas.

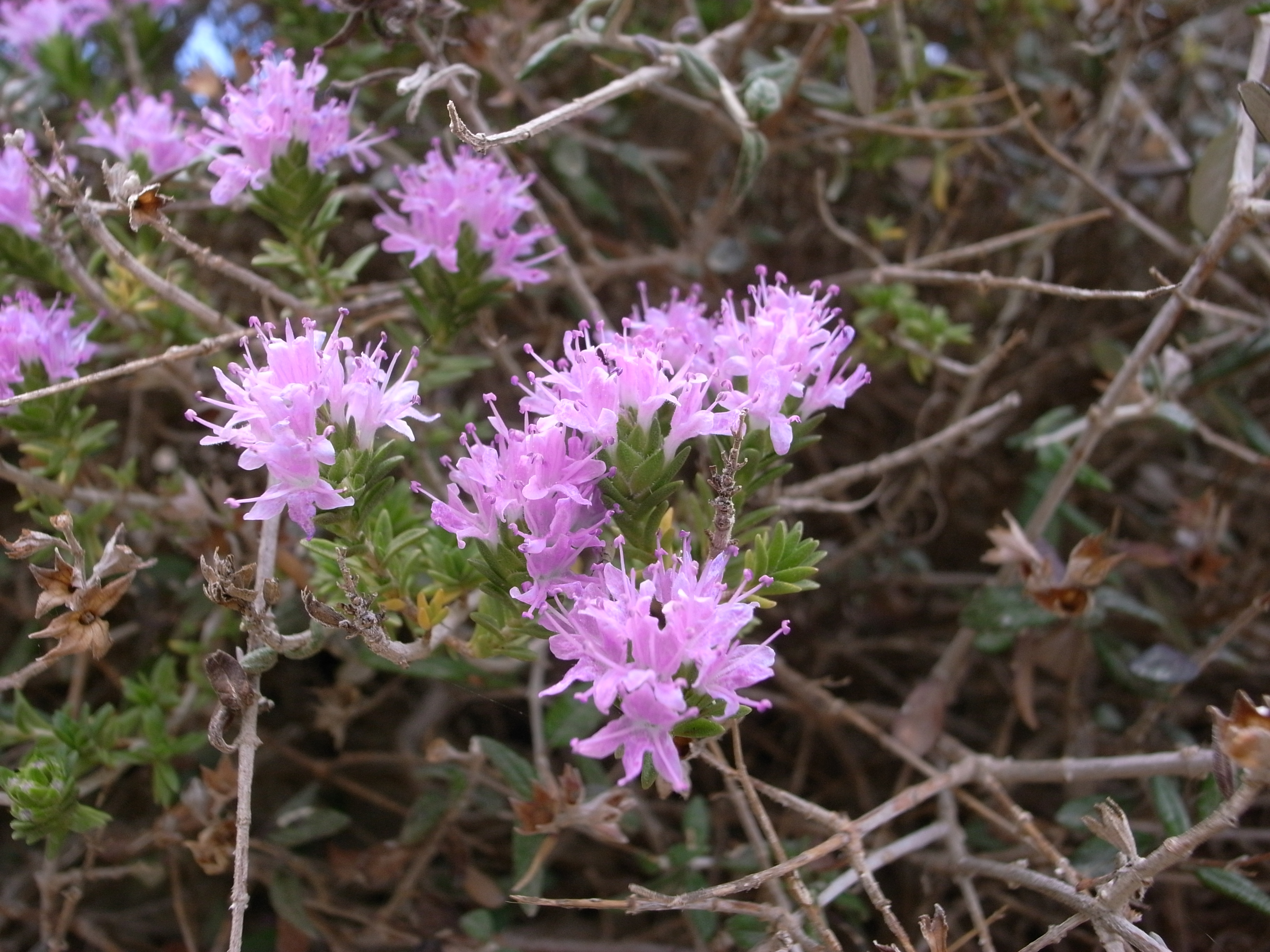
Inflorescencia

## Descripción
Arbusto enano muy aromático, con 20-50 cm de alto, con ramas ascendentes hasta erectas, leñosas, claras, las jóvenes tomentosas de blanco, que sólo suelen contar con las yemas foliares axilares. Hojas del vástago largo caedizas con la sequedad, sésiles, casi triangulares, lineares, puntiagudas, de 6-12 mm de largo y 1-1,2 (1,8) de ancho, por el margen más o menos planas, más o menos glabras, ciliadas por la base, de color verde grisáceo por ambas caras, punteadas de glándulas. Inflorescencias en verticilos densos ovales-redondeados. Cáliz de 5 mm de largo, labio superior tridentado, más corto que el inferior de 2 dientes, todos los dientes ciliados. Tubo calicino con 20-22 nervios, a diferencia de las demás especies de Thymus y aplanado por el dorso. El labio superior bífido, 4 estambres.

## Hábitat
Garrigas, pendientes secas, sobre cal.

## Distribución
Se encuentra especialmente en el Mediterráneo y la zona de Portugal, ausente en Francia.

## Taxonomía
Thymbra capitata fue descrita por (L.) Cav. y publicado en Elench. Pl. Hort. Matrit. 37. 1803.
Sinonimia
- Coridothymus capitatus (L.) Rchb.f.
- Origanum capitatum (L.) Kuntze
- Satureja capitata L.
- Thymus capitatus (L.) Hoffmanns. & Link
- Thymus creticus Garsault[4]